# Morse (sommergibile)
Il Morse è stato un sommergibile appartenente alla Marine nationale, sesta unità della classe Requin, perduta nel corso della seconda guerra mondiale per urto contro una mina il 16 giugno 1940.

## Storia
Impostato presso l'arsenale di Cherbourg il 19 marzo 1923, il sottomarino Morse, appartenente alla Classe Requin, fu varato il 9 maggio 1925.  Entrato in servizio il 10 febbraio 1928, fu assegnato alla 6ª Squadriglia sottomarini (ESM), della 1ª Squadra navale a Tolone.
Nell'agosto 1927, durante le prove in mare al largo di Cherbourg, il comandante si trovava sulla torretta in compagnia del capitano di corvetta De Brettenville, e quando diede l'ordine di immersione si accorse che il suo compagno non si trovava più sulla passerella.  Un improvviso rollio del bastimento aveva proiettato il capitano di corvetta De Bretteville sul ballatoio e da lì in mare. Una brusca manovra della macchina indietro tutta ebbe l'effetto di bloccare il timone e distorcere i governali.Il capitano di corvetta De Bretteville fu recuperato dal canotto di bordo e il sottomarino diresse verso Cherbourg dove l'ufficiale fu ricoverato in ospedale, riprendendosi rapidamente.
Dal 1 settembre 1931 fu trasferito alla 6ª ESM a Biserta, in Tunisia. Il 13 ottobre 1935 entrò presso gli Ateliers et Chantiers de la Loire a Saint-Nazaire per grandi lavori di manutenzione che iniziarono il 15 novembre. Furono eseguiti la zincatura dei serbatoi di zavorra, la saldatura dei serbatoi di carburante esterni, l'installazione di un'antenna periscopica al posto del periscopio di emergenza, la rimozione dei serbatoi interni 7 e 8 e la rimozione dei 2 siluri di riserva nella camera di lancio anteriore.
La revisione dei motori elettrici venne affidata alla CGE Nancy; quello dei motori diesel alla Schneider; e quello dell'impianto radiotelegrafico alla Loire Saint-Denis.
Il Morse effettuò le sue prime prove in mare il 28 giugno 1937, e rientrò in servizio  il 26 novembre dello stesso anno,  assegnato alla 9ª Divisione sottomarini (DSM). Allo scoppio della seconda guerra mondiale, il 1 settembre 1939, l'unità apparteneva alla 5ª ESM della 4ª Flottille de Premar IV di stanza a Biserta. Il sottomarino si trovava a Casablanca, da dove effettuò missioni di sorveglianza sui movimenti tedeschi attorno alle isole Canarie. A partire dal 28 settembre 1938 era al comando del tenente di vascello Jean Georges Charles Paris.
Il 10 giugno 1940, alle ore 21.45 con l'entrata in guerra del Regno d'Italia, lasciò la rada di Biserta insieme al Narval, per una missione nelle acque del sud della Tunisia, nel  Golfo di Gabès,al largo di Ras Turgeoness (Isola Djerba). Scopo della missione era di contrastare un eventuale sbarco italiano alle spalle del fronte del Mareth, al confine fra la Libia e la Tunisia. L'11 giugno, il Narval e il Morse navigarono in superficie davanti all'isola di Pantelleria. Il giorno 12, alle 8:00,le due unità si immersero a sud delle isole Kerkenna, e il loro rientro a Sfax era previsto dopo sei giorni.  Il 16 giugno 1940 il Morse colpì una mina appartenente a uno sbarramento difensivo francese 4 miglia nautiche a 207° dalla boa 7 di Kerkenna.
Fu fatta l’ipotesi che, avendo esso ricevuto la sera del 15 giugno l’ordine di rientrare a Sfax, passando a 5 miglia a sud della boa n. 7 di Kerkennah, nella rotta verso il porto fosse entrato nello sbarramento minato francese, per un errore di navigazione. Errore del comandante Paris, che poteva essere stato agevolato dalla scarsa conoscenza delle correnti esistenti in quella zona, e dall’aver preso come punto di riferimento la boa n. 8 di Kerkennah al posto della n.7, a causa della densa foschia.
L'Ammiragliato francese non ebbe notizie certe del Morse fino al 20 giugno. Il 16 agosto un idrovolante CAMS 55 (guardiamarina Albert Figer) di base a Karouba individuò un relitto spezzato in due a 24 metri di profondità, all'ingresso del canale di Sfax.  Il mare restituì i corpi di 9 marinai dell'equipaggio, di cui solo 3 verranno identificati. I 6 marinai non identificati furono sepolti nel cimitero di Sfax.  Successivamente si stimò che 44 corpi rimanevano intrappolati nel relitto. Dal 1955 al 1956 il relitto fu sollevato e le salme recuperate trasportate anche loro a Sfax.  Dopo la proclamazione dell'indipendenza della Tunisia, le spoglie dei marinai furono raccolte nel cimitero militare di Gammarth dove fu eretto un memoriale.  Tra i 53 membri dell'equipaggio vi era il giovane poeta Jean Venturini.  Ciò che restava del Morse venne demolito nel 1960.

### Annotazioni
1. ↑  Durante una di queste missioni ebbe modo di avvistare il transatlantico italiano Rex.

### Fonti
1. ↑  (EN) Morse of the French Navy, su uboat.net. URL consultato il 6 marzo 2021.
2. 1 2  Couhat 1971, p. 75.
3. 1 2 3 4 5  Netmarine.
4. 1 2 3 4 5 6 7 8 9 10 11 12 13 14  Sous Marins Disparu.
5. 1 2 3 4 5 6  Agasm.